# Olivier-Napoléon Drouin
Pour les articles homonymes, voir Drouin.
Olivier-Napoléon Drouin, né le 18 juin 1862 et mort le 26 juin 1934 à Québec, est un homme d'affaires et homme politique québécois. Il est maire de Québec de 1910 à 1916.

## Biographie

### Jeunesse
Il est le fils d'Olivier Drouin, commerçant, et de Thérèse Canac dit Marquis. La famille déménage à Québec alors que le fils est encore tout jeune et y fonde un commerce d'épicerie. Il fait ses études chez les Frères des écoles chrétiennes puis travaille pour son père. Lorsque celui-ci meurt en 1899, il développe le commerce paternel avec ses frères sous le nom de Drouin & Frères.

### Carrière commerciale
La même année, il fonde avec ses frères Alexis et Edmond la Rock City Tobacco  (réf. Gazette officielle de Québec, 8 avril 1899, Vol. XXXI, No. 14), une usine de cigarettes située sur la rue Dorchester dans le quartier Saint-Roch. Il est président de l'entreprise de 1899 à 1933. Grâce à lui, son réseau de vente de cigarettes finit par s'étendre dans tout le pays. C'est la situation de la Haute-Ville de Québec (construite sur un cap) qui inspire le nom de l'entreprise.

### Carrière politique

#### Échevin de Saint-Roch
Intéressé par la politique municipale, il est échevin pour le quartier Saint-Roch de 1895 à 1909. Il a l'ambition de devenir un jour maire de la ville car, lors d'un discours en 1906, il fait connaître l'objectif de sa future politique. Il déclare alors que, pendant la durée de son éventuel mandat, il n'y aurait aucune augmentation de taxes. Le service de l'Aqueduc ainsi que celui des Pompiers seraient améliorés. Il créerait des bains publics et des bibliothèques pour la classe ouvrière. Il voudrait voir s'étendre les élections municipales aux citoyens qui ne paient pas de taxes, c'est-à-dire les locataires.

#### Maire de Québec
En 1910, le maire sortant, Jean-Georges Garneau, ne se représente pas et Drouin décide alors de présenter sa candidature. Son adversaire est Philippe-Auguste Choquette, un politicien populaire à Québec. Le 21 février, Drouin l'emporte par une majorité de 1 328 voix. Par la suite, il est élu par acclamation lors des élections du 19 février 1912 et du 16 février 1914.
Lors de son mandat de six ans, Drouin se montre très actif. Dès 1911, il achète les terrains du Parc de l'Exposition qui serviront de site à l'Exposition provinciale d'agriculture qui a lieu à tous les mois de septembre. En 1913, il crée un fonds de pension pour les officiers municipaux. La même année, le 10 octobre, il annexe le quartier Montcalm, situé à l'ouest du quartier saint-Jean-Baptiste. En 1912, il fait construire le pont Drouin, qui enjambe la rivière Saint-Charles près de la Rock City Tobacco. 
En 1914, il inaugure l'Hôpital civique, situé sur le chemin de la Canardière, et fait reconstruire la terrasse Dufferin, qui vient d'être rasée par un incendie.

### Retour en affaires
Après 1916, il continue à présider la Rock City Tobacco. Il devient aussi président de l'Industrial Life Company et préside la Banque nationale du Canada pendant quelques années. Il est commandeur de l'Ordre de Saint-Grégoire et lieutenant-colonel du 17e Régiment. Malade, il meurt à Québec le 26 juin 1934 à l'âge de 72 ans.

## Honneurs
- Le pont Drouin est nommé en son honneur dans la ville de Québec.
- La rue de la Croix-Rouge portait, auparavant, le toponyme, d'avenue du Pont-Drouin entre 1913 et 1963 dans la ville de Québec.